# Carlo Orlandi
Carlo Orlandi   (Milà, 23 d'abril de 1910 - Milà, 29 de juliol de 1983) va ser un boxejador italià que va competir entre les dècades de 1920 i 1940.
El 1928 va prendre part en els Jocs Olímpics d'Amsterdam, on guanyà la medalla d'or de la categoria del pes lleuger, en guanyar la final contra Stephen Halaiko.
Com a professional, entre 1929 i 1944, va disputar 126 combats, amb un balanç de 97 victòries, 19 derrotes i 10 combats nuls.